# Arvo Animation
Arvo Animation Inc. (株式会社アルボアニメーション Kabushiki gaisha Arubo Animēshon?) es un estudio de animación japonés establecido en 2017. Está afiliado a Mount Vision.

## Historia
Fue establecido en julio de 2017 por miembros con varios logros en la industria de la animación.
Debido a su expansión comercial, abrieron un estudio en Yamagata en junio de 2020, y en Chiba en octubre de 2022.
En julio de 2022, establecieron la empresa Trikon Graphics Co., Ltd. (株式会社TrikonGraphics?) en colaboración con V-sign y Mount Vision.
Desde 2021, el CEO del estudio es Taishi Kawaguchi, ex productor de Azeta Pictures.

## Trabajos

### Series de televisión
| Año  | Título                             | Director(es)      | Fecha de primera transmisión | Fecha de última transmisión | Eps. | Notas                                                                                            | Refs.         |
| ---- | ---------------------------------- | ----------------- | ---------------------------- | --------------------------- | ---- | ------------------------------------------------------------------------------------------------ | ------------- |
| 2019 | Bokutachi wa Benkyō ga Dekinai     | Yoshiaki Iwasaki  | 7 de abril de 2019           | 30 de junio de 2019         | 13   | Adaptación del manga escrito e ilustrado por Taishi Tsutsui. Coproducción junto a Studio Silver. | [ 8 ]         |
| 2019 | Bokutachi wa Benkyō ga Dekinai!    | Yoshiaki Iwasaki  | 6 de octubre de 2019         | 29 de diciembre de 2019     | 13   | Secuela de Bokutachi wa Benkyō ga Dekinai. Coproducción junto a Studio Silver.                   | [ 9 ]         |
| 2020 | Monster Musume no Oisha-san        | Yoshiaki Iwasaki  | 12 de julio de 2020          | 27 de septiembre de 2020    | 12   | Adaptación de las novelas ligeras escritas por Yoshino Origuchi e ilustradas por Z-Ton.          | [ 10 ]        |
| 2021 | Tsuki to Laika to Nosferatu        | Akitoshi Yokoyama | 3 de octubre de 2021         | 19 de diciembre de 2021     | 12   | Adaptación de las novelas ligeras escritas por Keisuke Makino e ilustradas por Karei.            | [ 11 ]        |
| 2023 | Kikansha no Mahō wa Tokubetsu Desu | Taishi Kawaguchi  | 8 de octubre de 2023         | 24 de diciembre de 2023     | 12   | Adaptación de la novela surcoreana escrita por Usonan.                                           | [ 12 ] [ 13 ] |
| 2025 | Kowloon Generic Romance            | Yoshiaki Iwasaki  | 5 de abril de 2025           | 28 de junio de 2025         | 13   | Adaptación del manga escrito e ilustrado por Jun Mayuzuki.                                       | [ 14 ] [ 15 ] |

### OVAs
| Año  | Título                              | Director(es)     | Fecha de primera transmisión | Fecha de última transmisión | Eps. | Notas                                                                              | Refs. |
| ---- | ----------------------------------- | ---------------- | ---------------------------- | --------------------------- | ---- | ---------------------------------------------------------------------------------- | ----- |
| 2019 | Bokutachi wa Benkyō ga Dekinai OVA  | Yoshiaki Iwasaki | 1 de noviembre de 2019       | 1 de noviembre de 2019      | 1    | Episodio incluido con el volumen 14 del manga. Coproducción junto a Studio Silver. |       |
| 2020 | Bokutachi wa Benkyō ga Dekinai! OVA | Yoshiaki Iwasaki | 3 de abril de 2020           | 3 de abril de 2020          | 1    | Episodio incluido con el volumen 16 del manga. Coproducción junto a Studio Silver. |       |

### ONAs
| Año  | Título                      | Director(es) | Fecha de primera transmisión | Fecha de última transmisión | Eps. | Notas                    | Refs. |
| ---- | --------------------------- | ------------ | ---------------------------- | --------------------------- | ---- | ------------------------ | ----- |
| 2018 | Hanasaku Kizuna no Romantan | Asuka Suzuki | 1 de septiembre de 2018      | 1 de septiembre de 2018     | 1    | Basado en un videojuego. |       |